# Campionati del mondo di ciclocross 2015 - Gara maschile Under-23
La ventesima edizione della gara maschile Under-23 dei Campionati del mondo di ciclocross 2015 si svolse il 1º febbraio 2015 con partenza ed arrivo da Tábor in Repubblica Ceca, su un percorso iniziale di 160 mt più un circuito di 3,11 km da ripetere 6 volte per un totale di 18,82 km. La vittoria fu appannaggio del belga Michael Vanthourenhout, il quale terminò la gara in 49'55", precedendo il connazionale Laurens Sweeck e l'olandese Stan Godrie terzo.
Partenza con 49 ciclisti provenienti da 18 nazioni, dei quali 47 completarono la competizione.

## Squadre partecipanti
| N.ciclisti | Cod. | Squadra     |
| ---------- | ---- | ----------- |
| 6          | BEL  | Belgio      |
| 6          | USA  | Stati Uniti |
| 5          | CZE  | Cechia      |
| 5          | FRA  | Francia     |
| 4          | SUI  | Svizzera    |
| 3          | GBR  | Regno Unito |
| 3          | NLD  | Paesi Bassi |
| 2          | AUT  | Austria     |
| 2          | ESP  | Spagna      |

| N.ciclisti | Cod. | Squadra    |
| ---------- | ---- | ---------- |
| 2          | GER  | Germania   |
| 2          | ITA  | Italia     |
| 2          | JPN  | Giappone   |
| 2          | POL  | Polonia    |
| 1          | AUS  | Australia  |
| 1          | CAN  | Canada     |
| 1          | DEN  | Danimarca  |
| 1          | SVK  | Slovacchia |
| 1          | SWE  | Svezia     |

## Classifica (Top 10)
| Pos. | Corridore              | Squadra     | Tempo   |
| ---- | ---------------------- | ----------- | ------- |
| 1    | Michael Vanthourenhout | Belgio      | 49'55"  |
| 2    | Laurens Sweeck         | Belgio      | a 10"   |
| 3    | Stan Godrie            | Paesi Bassi | a 14"   |
| 4    | Clement Venturini      | Francia     | a 24"   |
| 5    | Joris Nieuwenhuis      | Paesi Bassi | a 31"   |
| 6    | Toon Aerts             | Belgio      | a 45"   |
| 7    | Jakub Skala            | Cechia      | a 1'06" |
| 8    | Diether Sweeck         | Belgio      | a 1'14" |
| 9    | Quinten Hermans        | Belgio      | s.t.    |
| 10   | Gioele Bertolini       | Italia      | s.t.    |